# Aegyptobia odontopilis
Aegyptobia odontopilis är en spindeldjursart som beskrevs av Meyer 1988. Aegyptobia odontopilis ingår i släktet Aegyptobia och familjen Tenuipalpidae. Inga underarter finns listade i Catalogue of Life.